# Политехнический институт Ренсселера в Хартфорде
Политехнический институт Ренсселера в Хартфорде (англ. Rensselaer at Hartford) — филиал Политехнического института Ренсселера (Трой, штат Нью-Йорк). Основан в 1955 году. Имеет два кампуса: один находится в городе Хартфорд, другой расположен в городе Гротон.

## Образовательные программы
- деловое администрирование
- управление
- информатика
- вычислительная техника и инженерные системы
- электротехника
- инженерные науки
- машиностроение
- информационные технологии[1]